# Праздники Сан-Томе и Принсипи
Список праздников Сан-Томе и Принсипи:
| Дата        | Русское название                          | Местное название       | Описание                                                                         |
| ----------- | ----------------------------------------- | ---------------------- | -------------------------------------------------------------------------------- |
| 1 января    | Новый год                                 | Ano Novo               | Новый год по григорианскому календарю                                            |
| 3 февраля   | День мучеников                            | Dia dos Mártires       | День солдат-мучеников, погибших за независимость государства Сан-Томе и Принсипи |
| 1 мая       | День трудящихся                           | Dia do trabalhador     | День всех рабочих страны                                                         |
| 12 июля     | День независимости                        | Dia da Independência   | День независимости Сан-Томе и Принсипи от Португалии                             |
| 6 сентября  | День Вооруженных сил                      | Dia das Forças Armadas | День Вооружённых сил Сан-Томе и Принсипи                                         |
| 30 сентября | День сельскохозяйственной реформы         | Dia da Reforma Agrária | День приватизации бывших аграрных предприятий страны                             |
| 1 ноября    | День Всех Святых                          | Todos os santos        | День Всех католических Святых                                                    |
| 21 декабря  | День города Сан-Томе (День Апостола Фомы) |                        | День смерти Апостола Фомы. В этот день был открыт остров Сан-Томе.               |
| 25 декабря  | Рождество                                 | Natal                  | День Рождения Иисуса Христа                                                      |